# Glyptorhaestus periclistor
Glyptorhaestus periclistor är en stekelart som beskrevs av Hinz 1975. Glyptorhaestus periclistor ingår i släktet Glyptorhaestus och familjen brokparasitsteklar. Arten är reproducerande i Sverige. Inga underarter finns listade i Catalogue of Life.